# Sorineuchora shanensis
Sorineuchora shanensis är en kackerlacksart som först beskrevs av Karlis Princis 1950.  Sorineuchora shanensis ingår i släktet Sorineuchora och familjen småkackerlackor. Inga underarter finns listade i Catalogue of Life.